# Spoony Sam (film 1912)
Spoony Sam è un cortometraggio muto del 1912 diretto da Arthur Hotaling.

## Produzione
Il film fu prodotto dalla Lubin Manufacturing Company.

## Distribuzione
Distribuito dalla General Film Company, il film - un cortometraggio di 175 metri - venne distribuito nelle sale USA il 4 ottobre 1912. La Moving Pictures Sales Agency lo distribuì nel Regno Unito l'8 dicembre 1912.
Nelle proiezioni, veniva programmato con il sistema dello split reel, accorpato in un'unica bobina con un altro cortometraggio prodotto dalla Lubin, la commedia Collection Day.